# Черно прилепче
Черното прилепче (Tacca chantrieri) е вид цъфтящо растение от семейство Диоскорееви (Dioscoreaceae).

## Разпространение и местообитание
Видът е разпространен в тропическите райони на Югоизточна Азия, включително Тайланд, Малайзия и южните части на Китай, особено провинция Юнан.
Предпочита сянка с влажност над 60%. Развива се най-добре в дренирана почва с добра циркулация на въздуха, но се нуждае от много вода.

## Описание
Черното прилепче е необичайно растение, понеже има черни цветове. Донякъде те са с форма на прилеп с диаметър до 30 см и дълги „мустаци“, които могат да достигнат до 71 см на дължина. Тичинките са жълтозелени.
Семената имат формата на половин луна и са средно с дължина около 3,2 мм. Повърхността им е покрита с успоредни хребети, които минават по дължината на семето. Тъй като това е тропическо растение, за да покълне, семената трябва да бъдат изложени на влага с високи температури около 27 – 32°C.
В естествени условия цъфтежът се наблюдава от февруари до август.